# Wojna austriacko-szwajcarska (1460)
Wojna austriacko-szwajcarska – konflikt zbrojny, który miał miejsce w 1460 roku.
Dążący niestrudzenie do podporządkowania sobie Związku Szwajcarskiego austriaccy Habsburgowie nakłonili swego krewniaka, cesarza Fryderyka III (pochodzącego jednak z rywalizującej z austriackimi Habsburgami linii rodu) do poparcia ich starań. Cesarz postanowił przychylić się do ich próśb i doprowadzić do podziału Związku. Jednak jego członkowie wykazali się wzajemną lojalnością i na cesarskie groźby (nie poparte atakiem) odpowiedzieli ofensywą, w wyniku której zajęli Frauenfeld i wyparli Austriaków z kantonu Turgowia. W 1461 zawarto pokój w Konstancji, na mocy którego austriackim Habsburgom pozostało już tylko kilka twierdz na południe od Renu.